# Kaga Bandoro
Kaga-Bandoro is een stad in de Centraal-Afrikaanse Republiek, en is tevens de hoofdstad van het prefectuur Nana-Grébizi. Het ligt aan de rivier de Gribingui. Het is ook zetel van een rooms-katholiek bisdom, met sinds 2015 de Poolse franciscaan Tadeusz Kusy als bisschop (als opvolger van de Belgisch-Limburger Albert Vanbuel SDB).